# Датта (селище)
Датта́ (рос. Датта) — селище у складі Ванінського району Хабаровського краю, Росія. Входить до складу Високогорненського міського поселення.

## Населення
Населення — 24 особи (2010; 29 у 2002).
Національний склад (станом на 2002 рік):
- росіяни — 90 %